# Parazoanthus elongatus
Parazoanthus elongatus is een Zoanthideasoort uit de familie van de Parazoanthidae. De wetenschappelijke naam van de soort is voor het eerst geldig gepubliceerd in 1904 door McMurrich.